# 27 Robes
Pour les articles homonymes, voir Robe.
Pour plus de détails, voir Fiche technique et Distribution.
27 Robes (27 Dresses en version originale) est une comédie romantique américaine d'Anne Fletcher sortie en 2008. 

## Synopsis
Jane Nichols a déjà été 27 fois demoiselle d’honneur lors des mariages de ses différentes amies – en attestent les 27 robes qui se trouvent dans un placard. La jeune femme adore l'idée du mariage. Amoureuse transie de son patron George, elle essaye désespérément d'attirer son attention. Un soir, alors qu’elle fait la navette entre deux mariages, l’un à Manhattan, l’autre à Brooklyn, Kevin Doyle, un journaliste, remarque son manège et se rend compte que l’histoire de cette demoiselle d’honneur ferait un bon papier qui pourrait lui apporter la gloire. 
Jane n'est pas au courant des projets du journaliste. Sa sœur Tess vient de débarquer chez elle et cela perturbe les projets de la jeune femme, d'autant plus que Tess et George se rencontrent et tombent amoureux.

## Fiche technique
- Titre français : 27 Robes
- Titre original : 27 Dresses
- Réalisation : Anne Fletcher
- Production : Gary Barber, Roger Birnbaum et Jonathan Glickman
- Scénario : Aline Brosh McKenna
- Image : Peter James
- Musique : Randy Edelman
- Montage : Priscilla Nedd-Friendly
- Pays : États-Unis
- Langue : anglaise
- Durée : 108 minutes
- Format : couleur
- Sortie :
  - États-Unis : 18 janvier 2008
  - Australie : 10 janvier 2008
  - France : 23 avril 2008

## Distribution

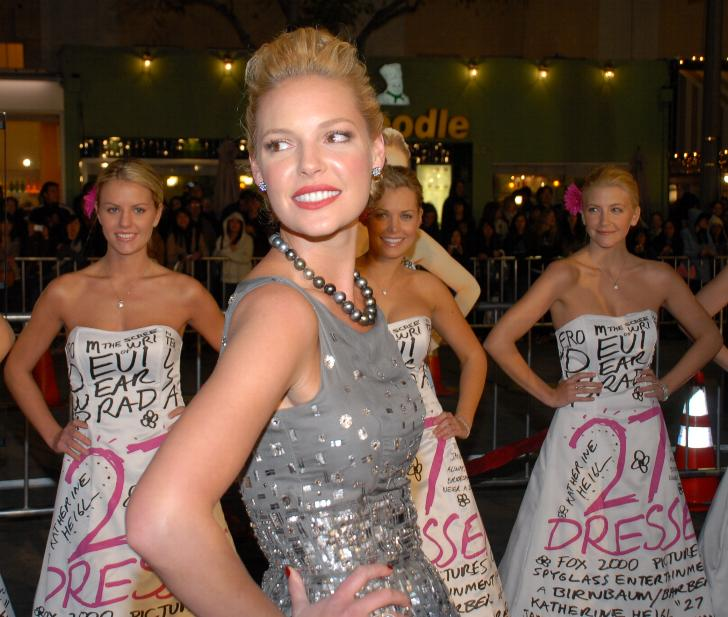
L'actrice principale Katherine Heigl à la première du film, en janvier 2008, à Westwood.

- Katherine Heigl (VF : Charlotte Marin) : Jane Nichols
- James Marsden (VF : Damien Boisseau) : Kevin / Malcolm Doyle
- Malin Åkerman (VF : Agathe Schumacher) : Tess Nichols
- Edward Burns (VF : Boris Rehlinger) : George
- Judy Greer (VF : Anne Massoteau) : Casey
- Melora Hardin (VF : Dominique Vallée) : Maureen
- Maulik Pancholy (VF : Nessym Guetat) : Trent
- Krysten Ritter : Gina
- Brian Kerwin (VF : Bernard Lanneau) : Hal Nichols
- Danielle Skraastad (VF : Véronique Rivière) : Suzanne
- Peyton Roi List : Jane Nichols (Enfant)

- Version française
  - Société de doublage : Dubbing Brothers
  - Direction artistique : Karin Krettly
  - Adaptation : Bruno Chevillard

Source et légende : Version française (VF) sur Voxofilm